# Tell es-Sultan

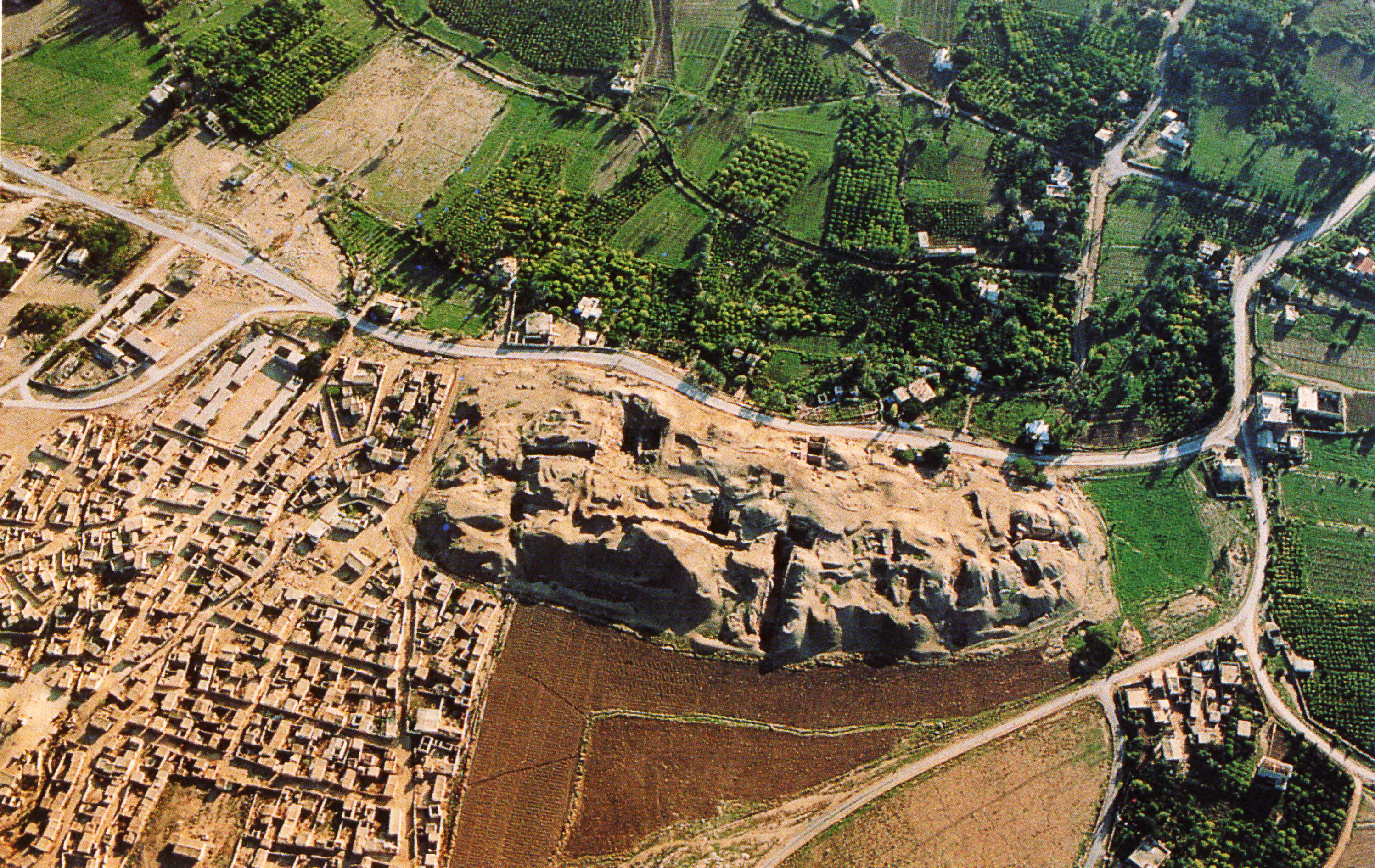
Das Grabungsgelände von Tell es-Sultan

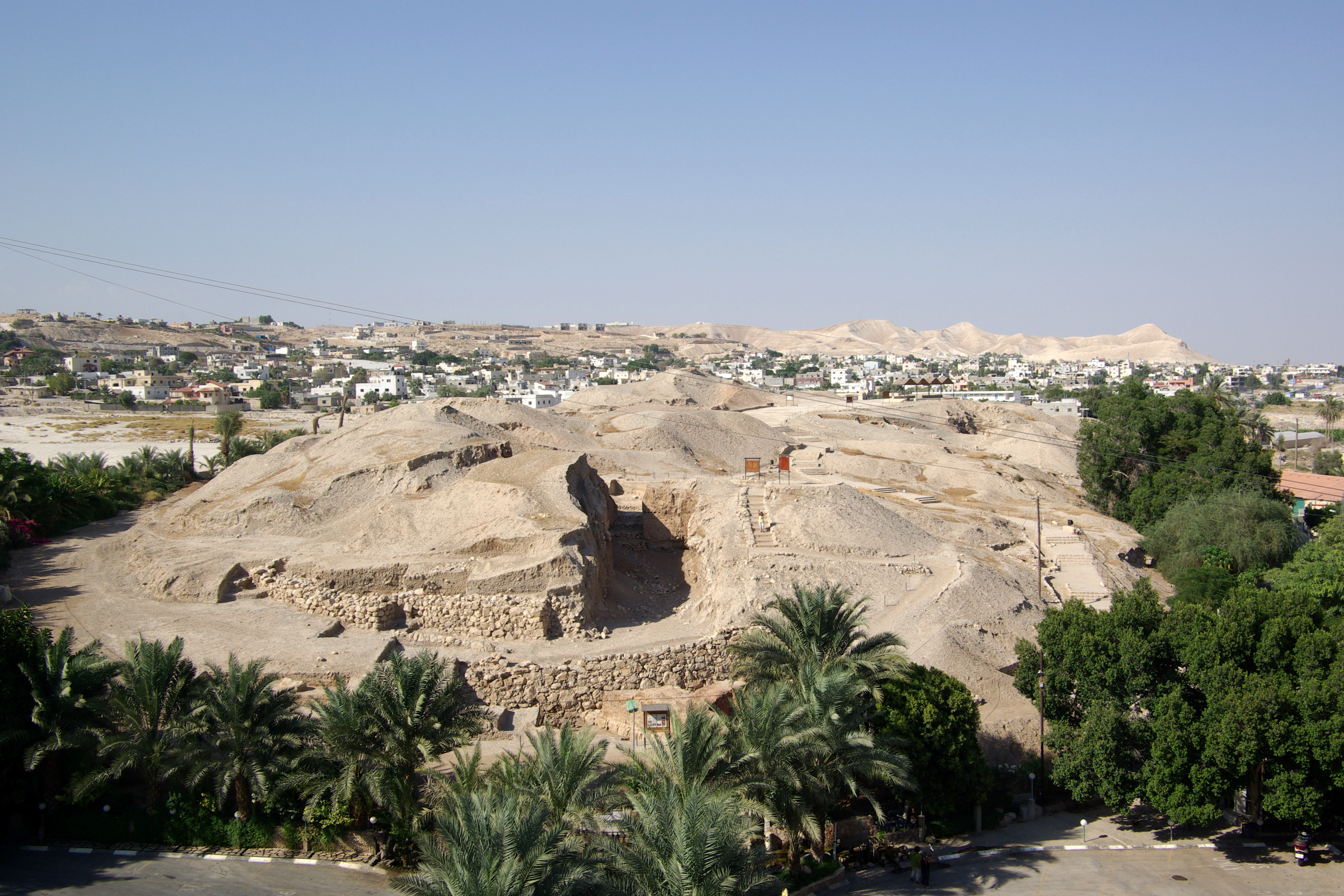
Tell es-Sultan von Norden

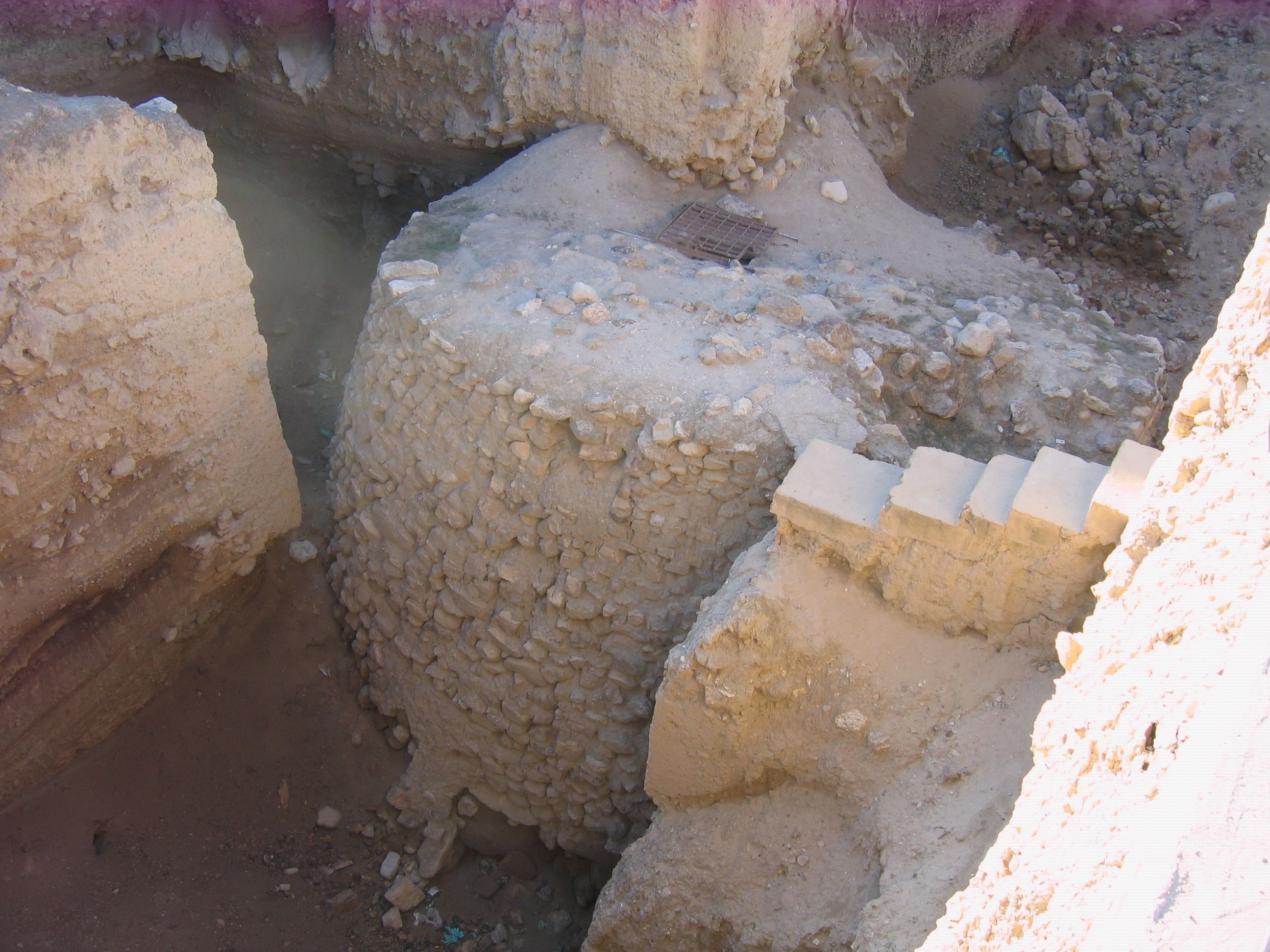
Turm von Jericho (erbaut um 8050 v. Chr.)

Tell es-Sultan (arabisch تل السلطان, DMG Tall as-Sulṭān) ist eine archäologische Grabungsstätte in Jericho im Westjordanland. Die Bedeutung der Stätte ergibt sich daraus, dass dort die Anfänge der Urbanisierung im Rahmen der neolithischen Revolution erforscht werden können.

## Lage
Tell es-Sultan liegt zwei Kilometer nordwestlich des heutigen Stadtzentrums von Jericho, an der Talstation der Jericho-Seilbahn, die zum Kloster und auf den Berg der Versuchung führt.

## Struktur
Die Fundstelle bildet einen 21 Meter hohen Tell: Übereinander liegende Fundschichten aus 11.500 Jahren – insgesamt sind es 23 – bilden einen Hügel aus zeitlich aufeinander folgenden Resten einer Siedlung, die immer wieder zerstört und auf deren Zerstörungsschicht die Siedlung neu errichtet wurde.

## Phasen

### Neolithikum
- 10.–9. Jahrtausend v. Chr. Epipaläolithikum: Erste Besiedlungsspuren
- 8800 v. Chr. bis 7000 v. Chr. Präkeramisches Neolithikum B (PPNB). In der 4 Hektar großen Siedlung wurde um etwa 8050 v. Chr. der älteste heute bekannte Steinturm (Turm von Jericho) errichtet, Bestandteil der Stadtbefestigung, und darin die älteste bekannte Treppe (20 Stufen) der Welt nachgewiesen. Die Menschen in dieser Stadt lebten in runden Lehmziegelbauten. Eine Steinmauer wurde angeschnitten, die entweder eine Stadtmauer oder einen Schutz vor Überflutung darstellt. Wirtschaftliche Grundlage der Stadt war der Anbau von Emmer, Gerste und Hülsenfrüchten, Viehhaltung sowie Jagd.
- 7700 v. Chr. bis 7220 v. Chr. ist eine Besiedlung der Stelle nicht nachgewiesen.
- 7220 v. Chr. bis 6400 v. Chr. Ende Präkeramisches Neolithikum B (PPNB) sowie Präkeramisches Neolithikum C (PPNC). Bewohnt wurden nun große rechteckige Lehmziegelhäuser. Eine neue Mauer wurde errichtet, mehrfach zerstört und wieder errichtet. Im archäologischen Befund wurden zahlreiche Nutzpflanzen und Spuren von Schafzucht nachgewiesen. In den Häusern wurden menschliche Schädel in der Nähe der Eingänge zweitbestattet. Teilweise waren die Gesichter der Schädel mit Gips rekonstruiert und in manchen Fällen die Augen durch Muscheln ersetzt. Herausragende Stücke finden sich im Archäologischen Museum in Amman.

### Bronzezeit

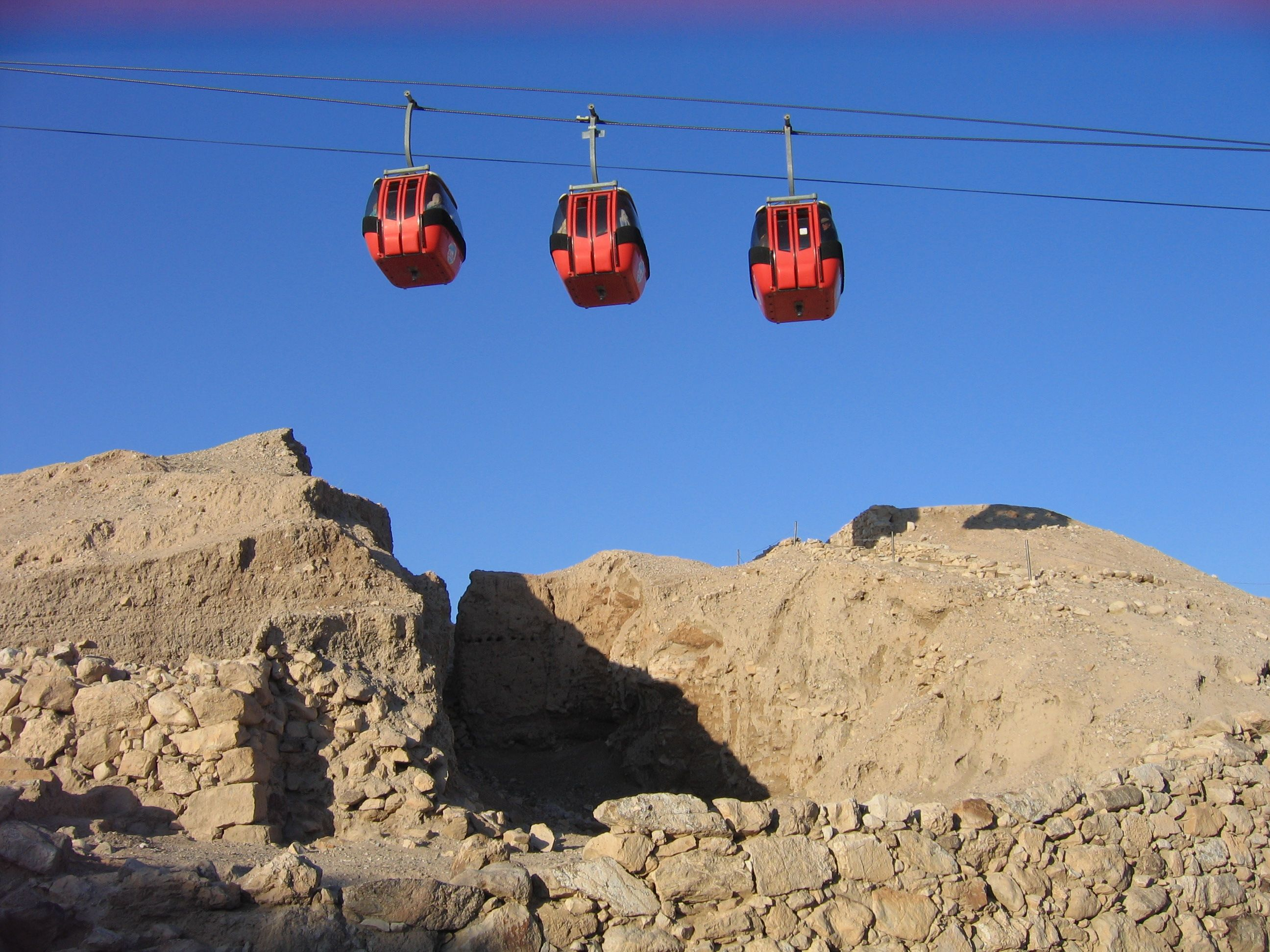
Jericho-Seilbahn zum Kloster der Versuchung über Mauern aus der Bronzezeit

- Ende Frühbronzezeit III B: Etwa 2200 v. Chr. Zerstörung der Stadt durch eine Feuerkatastrophe, wahrscheinlich durch ein Erdbeben.
- Frühbronzezeit IV / Mittelbronzezeit I (2150–1950 v. Chr.): Besiedlung in kleinerem Umfang wohl von Viehzüchtern und Halbnomaden. Einführung neuer Grabanlagen mit Zugang über senkrechte Schächte. Die Gräber dienten nur während dieser Besiedlungsdauer Einzelpersonen und waren nach Rang oder Vermögensstatus des jeweiligen Verstorbenen mehr oder weniger üppig ausgestattet.
- Spätbronzezeit I: Zerstörung der Stadt und Stadtmauer wahrscheinlich durch ein Erdbeben um etwa 1550 v. Chr.
- Spätbronzezeit II A: Neubesiedlung ohne Wiederaufbau der Stadtmauer in kleinem Umfang bis etwa 1300 v. Chr.
- Spätbronzezeit II B: Keine Besiedlung von 1300 v. Chr. bis zu Beginn der Eisenzeit (1150 v. Chr.) feststellbar.

## Archäologie
Um die Ausgrabung der Stätte haben sich der deutsche Archäologe Ernst Sellin (1867–1946), die britische Archäologin Kathleen M. Kenyon (1906–1978) und der italienische Archäologe Nicolo Marchetti (Ausgrabungen 1997–2000) verdient gemacht.
Seit 2000 arbeitet die Universität Rom mit der palästinensischen Antikenbehörde und der UNESCO an einem Konzept zum Erhalt und der nachhaltigen Entwicklung der Ausgrabungsstätte sowie ihrer touristischen Erschließung als Archäologischer Park. Das Ausgrabungsgelände ist täglich öffentlich zugänglich.
Erstmals 1868 wurde in Jericho gegraben, wenn auch der Engländer C. Warren nach einigen Versuchen glaubte, die Stätte sei ohne Bedeutung. 1894 führte J. F. Bliss einige Sondierungen am Fuß des Hügels durch. Dabei war er der Überzeugung, er habe die eingestürzten Mauern von Jericho entdeckt, wie sie Josua 6, 1-27 beschreibt.
Die ersten systematischen Grabungen fanden von 1907 bis 1909 durch eine Gruppe unter Leitung des Rostocker Alttestamentlers Ernst Sellin statt, an der auch der Berliner Archäologe Carl Watzinger führend teilnahm. Ihnen gelang ein erster großer Entwicklungssprung der Archäologie Palästinas mit der Veröffentlichung ihrer Grabungsergebnisse entsprechend dem Stand der Publikationstechnik der Zeit im Jahr 1913, auch wenn Watzinger die Datierungen 1926 korrigieren musste. Mangels Kenntnissen über die Keramik der Epoche konnte zunächst nicht festgestellt werden, dass genau zu der Zeit, in die die Bibel den Sturz der Mauern einordnete, die Stadt fast unbewohnt war. Bei der Grabung wurden die früh- und mittelbronzezeitlichen Mauerabschnitte partiell ausgegraben. Watzinger gehörte dem in den beiden letzten Jahren des Ersten Weltkriegs tätigen Deutsch-Türkischen Denkmalschutzkommando an, das im November 1916 mit Sitz in Damaskus entstanden war.
Während der ersten britischen Kampagne unter Leitung von John Garstang in den Jahren zwischen 1930 und 1936, die von Watzingers neuem Datierungsvorschlag ausgelöst wurde, wuchs das Interesse der angelsächsischen Öffentlichkeit. Garstang, 1919 bis 1926 Leiter der British School of Archaeology in Palästina, widersprach dem Deutschen und datierte die Mauern in die späte Bronzezeit. Immerhin ergab die Grabung Funde aus dem Neolithikum sowie die Entdeckung der ausgedehnten Nekropole im Westen und Nordwesten des Siedlungshügels.
1952 bis 1958 erfolgte eine zweite britische Grabungskampagne unter Leitung von Kathleen Mary Kenyon. Der englischen Archäologin gelang eine methodische Verbesserung bei den nahöstlichen Grabungen, so dass Stratigraphie der Schnitten aufgezeichnet wurde. Durch die Anwendung der stratigraphischen Methode konnte eine relative Chronologie der Keramik erstellt werden. Auch wurde ein wenn auch kleiner Teil der neolithischen Stadt erforscht, und zahlreiche Funde aus der Nekropole sowie der berühmte Turm aus dem späten 9. Jahrtausend v. Chr. wurden ergraben.
Von 1997 bis 2000 und von 2000 bis 2008 fanden zwei weitere Kampagnen statt. Die erste erfolgte unter Leitung eines italienisch-palästinensischen Teams. Federführend war auf italienischer Seite die römische Universität La Sapienza, auf palästinensischer die Antikenbehörde. Zahlreiche Funde, wie etwa die der Stadt Ebla wurden publiziert, aber das Team hatte auch mit schweren Zerstörungen zu kämpfen, wie etwa durch Erosion und durch die Straße, die das Gelände durchquerte. Dort erfolgten Notgrabungen. Schwerpunkt der Grabungen war die Bronzezeit.
Die politischen Rahmenbedingungen gestatteten nur noch eine begrenzte Zusammenarbeit der beiden Institutionen, doch veranstaltete die Universität Rom 2005 einen internationalen Kongress mit dem Titel „Tell es-Sultan in the Context of the Jordan Valley. Management, Conservation and Sustainable Development“ in Ariha, dem heutigen Jericho. Eines der Ziele war es, in Zusammenarbeit mit der UNESCO, genauer dem UNESCO-Büro in Ramallah, einen archäologischen Park einzurichten. Die Ergebnisse wurden bereits im folgenden Jahr in der ROSAPAT-Reihe veröffentlicht. Dort erschien im vierten Band auch der Bericht über einen ähnlichen Kongress im März 2007. Die Fundstätte Jericho ist nach Bethlehem die zweite Welterbestätte auf palästinensischem Gebiet, zugleich das erste Pilotprojekt zur Errichtung eines Natur- und Archäologieparks. Schließlich fand 2008 ein Workshop statt, der die entsprechenden Vorbereitungen treffen sollte. Darüber hinaus entstand unter Leitung der palästinensischen Antikenbehörde, koordiniert von der italienischen Mission, eine Website zum Projekt.

## Weltkulturerbe
Die UNESCO erklärte die archäologische Grabungsstätte Tell es-Sultan 2023 zum Weltkulturerbe in Palästina. Aus Israel wird diese Entscheidung kritisiert, weil Jericho in erster Linie ein biblischer Ort sei.